# Erone (Francia)
Erone (in corso Erone, in francese Érone) è un comune francese situato nel dipartimento dell'Alta Corsica nella regione della Corsica, situato nella micro-regione della Castagniccia.

## Società

### Evoluzione demografica
Abitanti censiti
Con soli 7 abitanti al rilevamento INSEE del 2009 (diventati 6 nel 2013) è il comune meno popolato dell'intera Corsica.